# NGC 4348
NGC 4348 é uma galáxia espiral (Sbc) localizada na direcção da constelação de Virgo. Possui uma declinação de -03° 26' 33" e uma ascensão recta de 12 horas, 23 minutos e 53,9 segundos.
A galáxia NGC 4348 foi descoberta em 29 de Dezembro de 1786 por William Herschel.